# Aftris
Aftris – wieś w Syrii, w muhafazie Damaszek. W 2004 roku liczyła 777 mieszkańców.